# Pável Tretiakov
Pável Mijáilovich Tretiakov (Па́вел Миха́йлович Третьяко́в) (27 de diciembre de 1832 – 16 de diciembre de 1898) fue un empresario ruso, mecenas, coleccionista, y filántropo que dio su nombre a la Galería Tretiakov y al Paseo Tretiakov en Moscú.

## Reconocimientos
En 1896, fue proclamado «Ciudadano ilustre de la ciudad de Moscú».